# Armando Pescatori
Armando Pescatori (Parma, 11 febbraio 1884 – Roma, 23 agosto 1957) è stato un generale italiano, veterano della guerra italo-turca e della prima guerra mondiale. Durante la seconda guerra mondiale fu comandante della 2ª Divisione libica durante le fasi dell'invasione italiana dell'Egitto nel 1940. Fu un ufficiale coloniale italiano tra i più famosi e con il maggior numero di anni di permanenza in Africa, decorato con la Croce di Ufficiale dell'Ordine militare d'Italia, due Medaglie d'argento e due di bronzo al valor militare.

## Biografia
Nacque a Parma  l'11 febbraio 1884, figlio di Francesco. Il 14 settembre 1904 iniziò a frequentare la Regia Accademia Militare di Fanteria e Cavalleria di Modena, da cui uscì con il grado di sottotenente assegnato all'arma di fanteria il 5 settembre 1907, in forza al 4º Reggimento fanteria "Piemonte".
Promosso tenente il 5 settembre 1910, partecipò alla guerra italo-turca (1911-1912) e alle successive operazioni di polizia cloniale, venendo decorato con una Medaglia d'argento e due Medaglie di bronzo al valor militare.  Rientrato in Patria, successivamente partecipò alla prima guerra mondiale nei gradi di capitano (col 3º Reggimento fanteria "Piemonte") e maggiore. Distintosi comando di un battaglione del 221º Reggimento fanteria "Ionio", fu decorato con una seconda Medaglia di bronzo al valor militare, successivamente tramutata in una seconda Medaglia d'argento, per un'azione sul Tagliamento il 4 novembre 1918, durante il corso della battaglia di Vittorio Veneto.
Ufficiale proveniente dallo Stato maggiore, tra il 1920 e il 1921 frequentò la Scuola di guerra di Torino.
Negli anni venti del XX secolo ebbe altre esperienze in Colonia, divenendo effettivo al Regio corpo truppe coloniali della Cirenaica, con una breve parentesi al comando di un battaglione del 48º Reggimento fanteria "Ferrara" a Bari nel 1923-1924.
Il 5 febbraio 1928, promosso tenente colonnello di Stato maggiore, ritornò in Italia, assegnato in servizio al Corpo d'armata di Bologna, per incarichi speciali.
Divenuto colonnello (anzianità 14 settembre 1931) fu dapprima Istruttore per le operazioni coloniali al corso di applicazione della Scuola di guerra a Torino nel triennio 1931-1934 e poi comandante del 90º Reggimento fanteria "Salerno" nel triennio 1934-1937.
Dal 20 maggio 1937 ritornò in Cirenaica presso la 62ª Divisione fanteria "Marmarica" (al comando del generale Angelo Rossi), allora stanziata a Tobruk, con l'incarico di vicecomandante. Conservò detta carica anche dopo il 1º luglio seguente, quando fu promosso generale di brigata, sino al 10 aprile 1939, quando transiterà in servizio presso il Comando superiore FF AA Africa Settentrionale a Tripoli.
Dal 1º marzo 1940, per le sue specifiche conoscenze coloniali, ormai acquisite con numerosi anni passati in Libia, gli fu assegnato il comando della neocostituita 2ª Divisione libica, unità di nuova concezione, con un organico previsto agile (un totale di 7.224 uomini), composta su due raggruppamenti di fanteria libica (il 3° e il 4°) con tre battaglioni ciascuno, un gruppo di artiglieria libica su tre batterie da 77/28, due batterie su Breda 20/65 Mod. 1935, una compagnia di cannoni controcarro da 47/32 Mod. 1935, un battaglione del genio e vari servizi divisionali. Gli ufficiali ed i quadri specializzati erano nazionali, mentre la maggioranza della truppa era libica.
Alla dichiarazione di guerra dell'Italia contro la Francia e la Gran Bretagna, avvenuta il 10 giugno 1940, si trovava al comando della detta Grande Unità e, conseguita la promozione a generale di divisione il 1º luglio, partecipò alla conquista di Sidi el Barrani (Egitto) il seguente 16 settembre, permanendo in loco sino al 10 dicembre, quando la divisione fu travolta e sconfitta dall'offensiva inglese) ed egli venne  catturato e fatto prigioniero di guerra.
Trasferito subito in India fu rinchiuso nel campo per ufficiali generali di Dehradun, vi rimase sino al 1945. Rientrato in Italia, fu decorato con la Croce di Ufficiale dell'Ordine militare d'Italia e promosso generale di corpo d'armata, si stabilì a Roma e divenne presidente del locale Circolo Ufficiali dal 1947 al 1950. Si spense nella Capitale il 23 agosto 1957, all'età di 73 anni.

### Annotazioni
1. ↑  In commutazione di una delle due Medaglie di bronzo al valor militare.
2. ↑  Insieme all'impressionante numero di prigionieri italiani catturati in quelle fasi, circa 130.000 uomini.

### Fonti
1. 1 2 3 4 5 6 7  Generals.
2. ↑  Comune di Parma.
3. ↑  Sito web del Quirinale: dettaglio decorato.
4. ↑  Supplemento ordinario alla Gazzetta Ufficiale del Regno d'Italia n.178 del 30 luglio 1941, pag.23.
5. ↑  Gazzetta Ufficiale del Regno d'Italia n.122 del 27 maggio 1936, pag.1728.